# Villars-lès-Blamont
Villars-lès-Blamont és un municipi francès situat al departament del Doubs i a la regió de Borgonya - Franc Comtat. L'any 2007 tenia 441 habitants.

## Demografia

### Població
El 2007 la població de fet de Villars-lès-Blamont era de 441 persones. Hi havia 179 famílies de les quals 46 eren unipersonals (25 homes vivint sols i 21 dones vivint soles), 50 parelles sense fills, 79 parelles amb fills i 4 famílies monoparentals amb fills.
La població ha evolucionat segons el següent gràfic:
Habitants censats

### Habitatges
El 2007 hi havia 194 habitatges, 177 eren l'habitatge principal de la família, 8 eren segones residències i 8 estaven desocupats. 172 eren cases i 22 eren apartaments. Dels 177 habitatges principals, 141 estaven ocupats pels seus propietaris, 32 estaven llogats i ocupats pels llogaters i 4 estaven cedits a títol gratuït; 1 tenia una cambra, 6 en tenien dues, 16 en tenien tres, 49 en tenien quatre i 106 en tenien cinc o més. 130 habitatges disposaven pel capbaix d'una plaça de pàrquing. A 63 habitatges hi havia un automòbil i a 93 n'hi havia dos o més.

### Piràmide de població
La piràmide de població per edats i sexe el 2009 era:
| Homes | Edats   | Dones |
| ----- | ------- | ----- |
| 0     | 95 o +  | 0     |
| 0     | 90 a 94 | 0     |
| 8     | 85 a 89 | 4     |
| 0     | 80 a 84 | 0     |
| 0     | 75 a 79 | 12    |
| 16    | 70 a 74 | 8     |
| 4     | 65 a 69 | 8     |
| 4     | 60 a 64 | 4     |
| 8     | 55 a 59 | 4     |
| 16    | 50 a 54 | 8     |
| 16    | 45 a 49 | 12    |
| 16    | 40 a 44 | 16    |
| 20    | 35 a 39 | 16    |
| 32    | 30 a 34 | 24    |
| 0     | 25 a 29 | 12    |
| 8     | 20 a 24 | 8     |
| 12    | 15 a 19 | 8     |
| 8     | 10 a 14 | 24    |
| 20    | 5 a 9   | 16    |
| 12    | 0 a 4   | 12    |

## Economia
El 2007 la població en edat de treballar era de 294 persones, 219 eren actives i 75 eren inactives. De les 219 persones actives 195 estaven ocupades (110 homes i 85 dones) i 24 estaven aturades (11 homes i 13 dones). De les 75 persones inactives 29 estaven jubilades, 24 estaven estudiant i 22 estaven classificades com a «altres inactius».

### Ingressos
El 2009 a Villars-lès-Blamont hi havia 185 unitats fiscals que integraven 451 persones, la mediana anual d'ingressos fiscals per persona era de 18.661 €.

### Activitats econòmiques
Dels 10 establiments que hi havia el 2007, 5 eren d'empreses de construcció, 2 d'empreses de comerç i reparació d'automòbils, 1 d'una empresa d'informació i comunicació, 1 d'una empresa immobiliària i 1 d'una empresa classificada com a «altres activitats de serveis».
Dels 5 establiments de servei als particulars que hi havia el 2009, 1 era un taller de reparació d'automòbils i de material agrícola, 2 paletes, 1 fusteria i 1 lampisteria.
L'únic establiment comercial que hi havia el 2009 era una botiga de menys de 120 m².
L'any 2000 a Villars-lès-Blamont hi havia 5 explotacions agrícoles.

## Equipaments sanitaris i escolars
El 2009 hi havia una escola elemental.

## Poblacions més properes
El següent diagrama mostra les poblacions més properes.